# Henri Bint
Henri-Jean Bint (alias Joly, Sommer oder Gambain) (* 12. September 1851 in Sulz, Elsass; † 1929) war ein französischer Geheimagent, der für die russische Geheimpolizei Ochrana arbeitete.
Bint arbeitete bis 1885 zehn Jahre lang für die französische Sûreté. 1885 warb ihn Pjotr Ratschkowski für die russische zaristische Geheimpolizei an.  Er kam häufig in die Schweiz, um die Revolutionäre zu überwachen.
1886/87 organisierte er die Zerstörung der Druckerei La Volonté du Peuple in Genf. 
Da er Post für russische Revolutionäre wie Wladimir Burtzew unterschlagen hatte, wurde er im Oktober 1903 verhaftet und ausgewiesen. 
Im Ersten Weltkrieg reiste er 15-mal in die Schweiz. Im Februar 1917 wurde er in Lausanne verhaftet und auf Kaution vorübergehend entlassen, woraufhin er die Schweiz verließ.